# Bosebo kyrka, Lund
Bosebo kyrka uppfördes 1652 i Bosebo socken i Småland. När en ny kyrka skulle byggas, flyttades den gamla kyrkan 1895 till Kulturen i Lund.
I kyrkan hålls gudstjänster, bröllop, dop, konserter och trettondagsvesper.

## Kyrkobyggnaden
Kyrkan är knuttimrad med långhus, kor och sakristia. Den är byggd med liggande timmer. Väggarna är klädda med rödmålat spån och taket har omålade spån. Ursprungligen var innertaket plant, men 1772 fick kyrkan ett nytt, tunnvälvt trätak. 1782 målades taket och väggarna med bibliska motiv av häradsmålaren Sven Nilsson Morin.
Redan från början ingick en träkyrka i planerna för Kulturen i Lund. När Bosebo kyrka skulle rivas 1894 köptes den och återuppfördes året efter på Kulturen där den fick representera det prästerliga ståndet i det då nyligen påbörjade friluftsmuseet.

## Inventarier
Kyrkan innehåller en mycket välbevarad interiör med målerier och snickerier. En del av inventarierna är hämtade från olika kyrkor i Skåne.
Utanför kyrkan står en offerstock från 1480 för bidrag till de fattiga i församlingen. Den anlagda "kyrkogården" tillkom 1910. Gravstenarna är från medeltiden och framåt, medan de smidda gravkorsen är från 1700-talet.
Klockstapeln är byggd 1955 efter gamla småländska förebilder. Kyrkklockan är från Vallkärra kyrka utanför Lund, och är gjuten i Köpenhamn 1621.

### Orgel
- Den nuvarande orgeln i kyrkan byggdes 1773 av Jonas Solberg, Värnamo och är mekanisk. Den renoverades 1952 av Wilhelm Hemmersam, Köpenhamn.

| Manual          | Pedal   |
| Gedackt 8'      | Bihängd |
| Principal 4'    |         |
| Flöjt 4'        |         |
| Oktava 2'       |         |
| Trumpetregal 8' |         |

## Bildgalleri

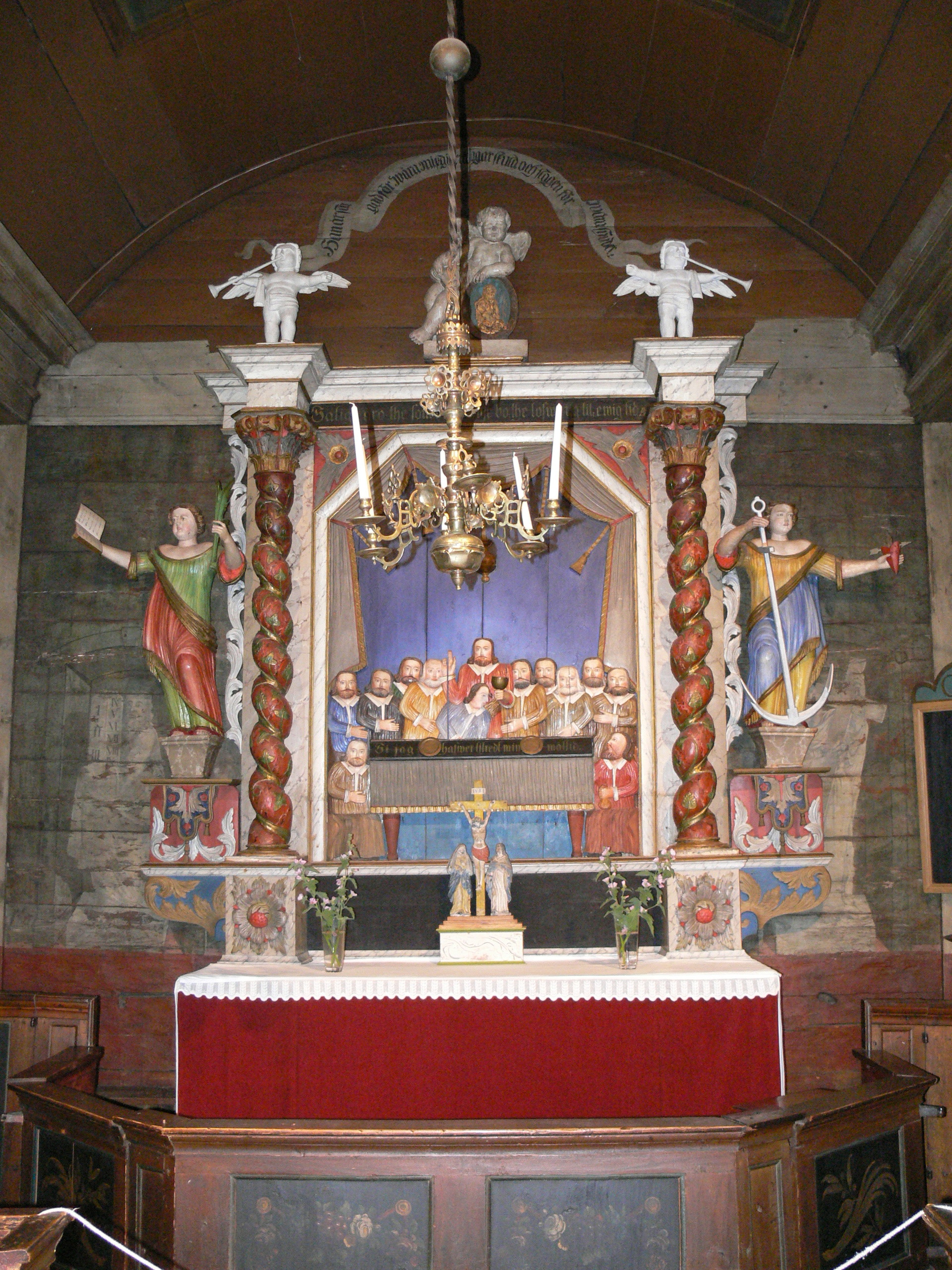
Altaruppsatsen
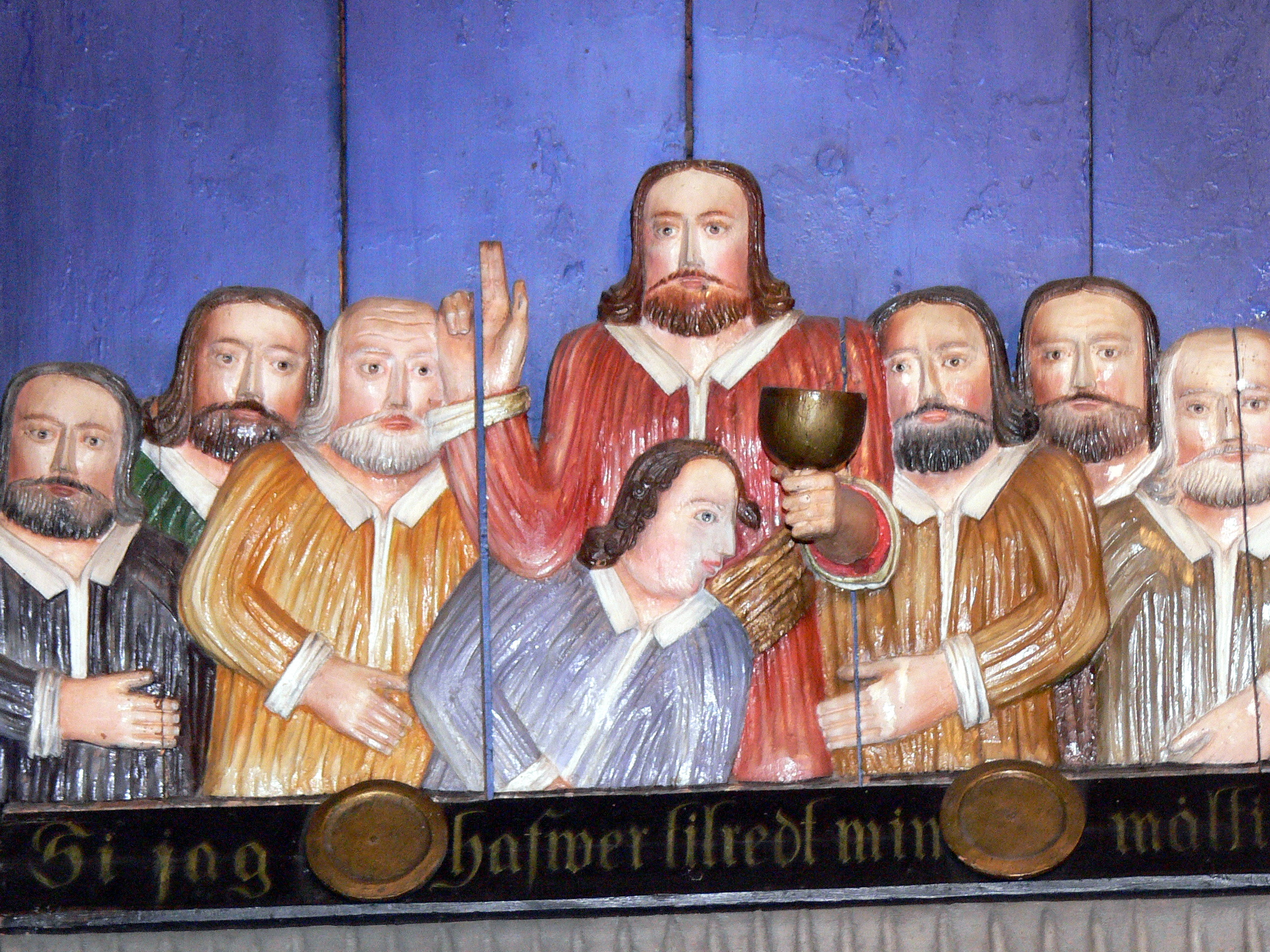
Nattvardens instiftelse
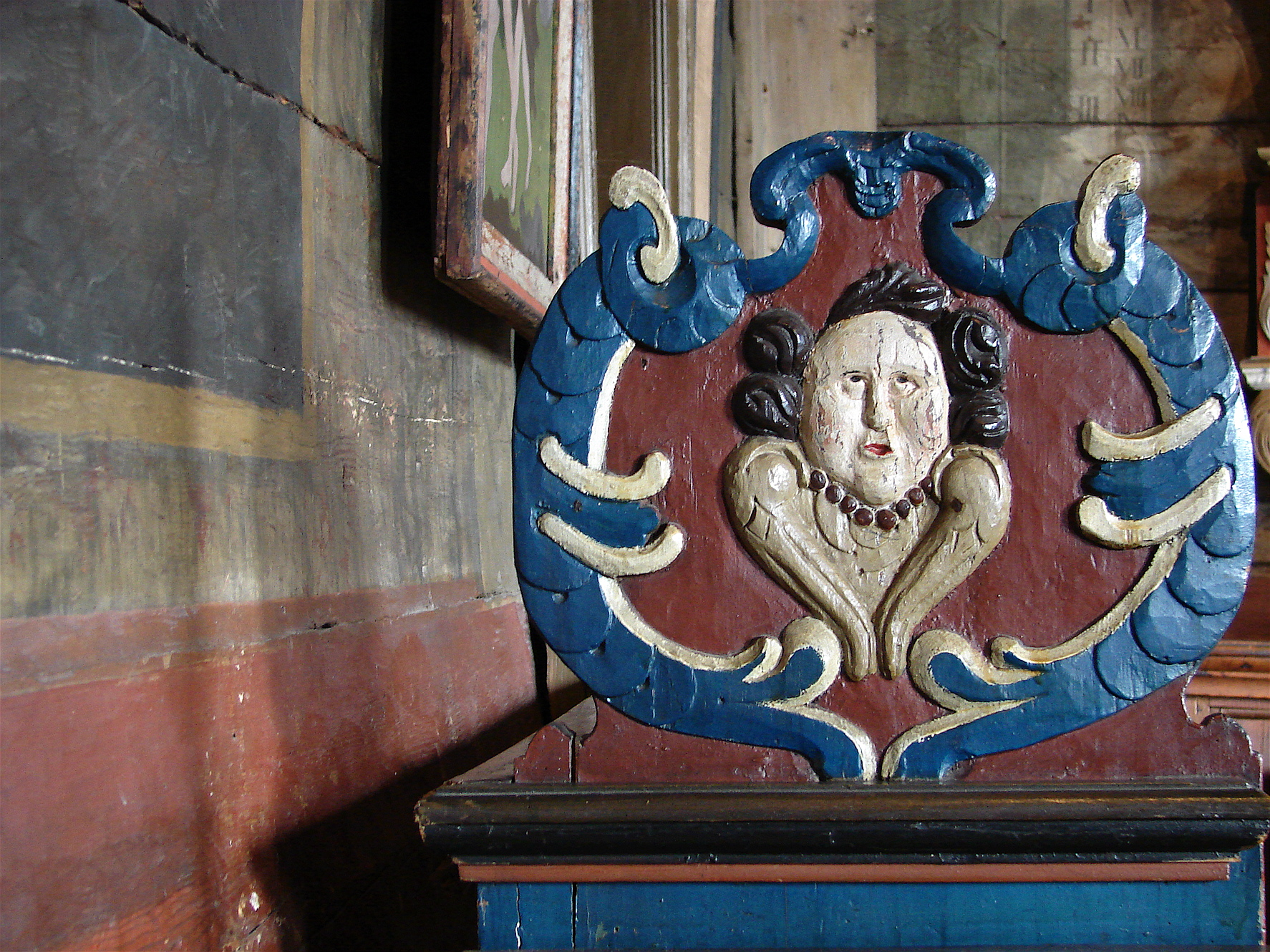
Detalj
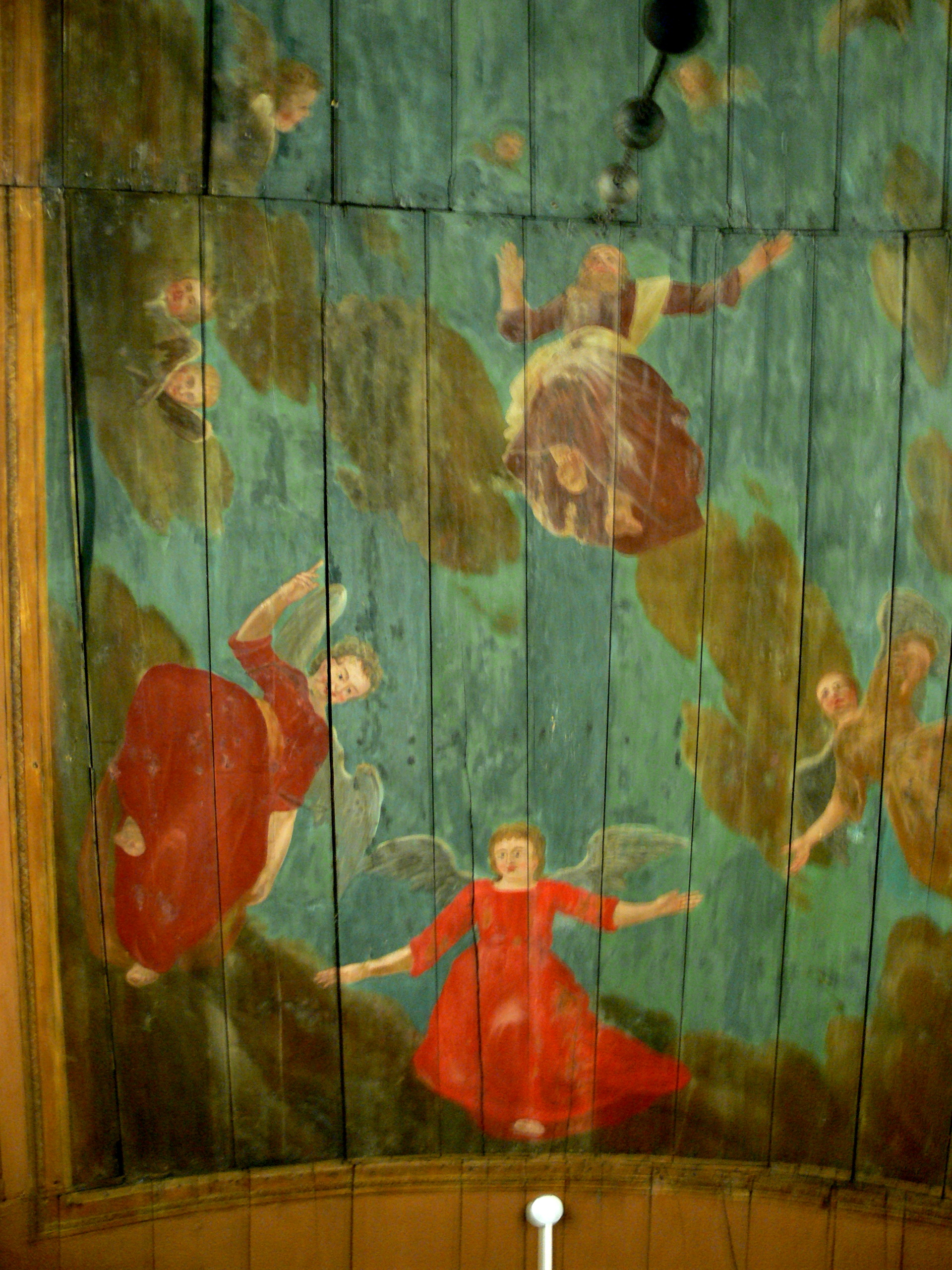
Takmålning
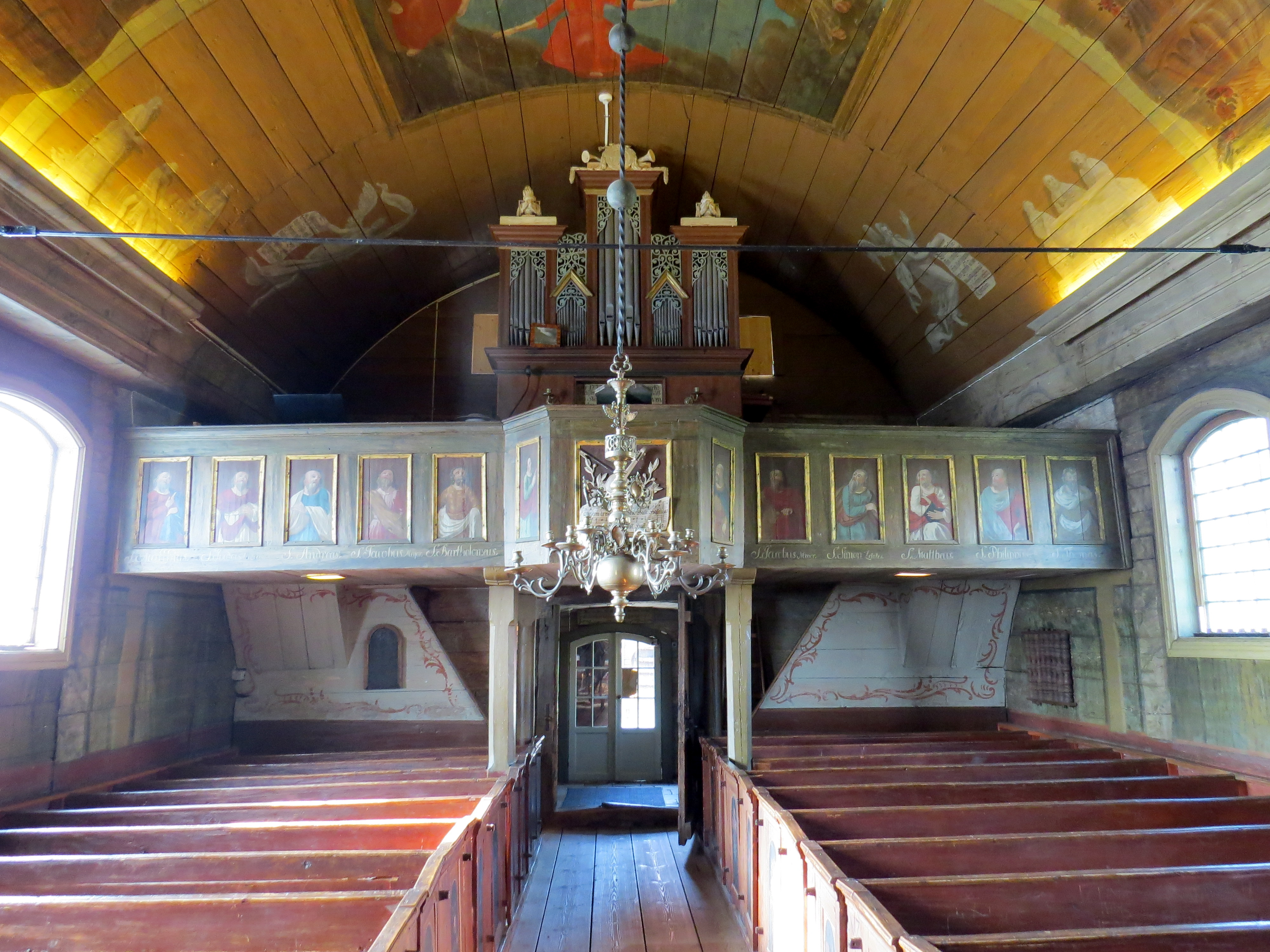
Orgelläktaren